# Capnodiastrum trematis
Capnodiastrum trematis är en svampart som först beskrevs av Hans Sydow, och fick sitt nu gällande namn av Franz Petrak 1952. Capnodiastrum trematis ingår i släktet Capnodiastrum och familjen Englerulaceae.   Inga underarter finns listade i Catalogue of Life.